# Raión de Dubrovytsia
Dubrovytsia (en ucraniano: Дубровицький район) fue un raión o distrito de Ucrania en el óblast de Rivne. En la reforma territorial de 2020, su territorio fue incluido en el raión de Sarny.
Comprendía una superficie de 1820 km².
La capital era la ciudad de Dubrovytsia.

## Demografía
Según estimación 2010 contaba con una población total de 51437 habitantes.

## Otros datos
El código KOATUU es 5621800000. El código postal 34100 y el prefijo telefónico +380 3658.